# Promozione Marche 1987-1988
Nella stagione 1987-1988 la Promozione era sesto livello del calcio italiano (il massimo livello regionale). Qui vi sono le statistiche relative al campionato nelle Marche.
Il campionato è strutturato in vari gironi all'italiana su base regionale, gestiti dai Comitati Regionali di competenza. Promozioni alla categoria superiore e retrocessioni in quella inferiore non erano sempre omogenee; erano quantificate all'inizio del campionato dal Comitato Regionale secondo le direttive stabilite dalla Lega Nazionale Dilettanti, ma flessibili, in relazione al numero delle società retrocesse dal Campionato Interregionale e perciò, a seconda delle varie situazioni regionali, la fine del campionato poteva avere degli spareggi sia di promozione che di retrocessione.

## Girone A

### Classifica finale
|  | Pos. | Squadra                               | Pt | G  | V  | N  | P  | GF | GS | DR  |
|  | ---- | ------------------------------------- | -- | -- | -- | -- | -- | -- | -- | --- |
|  | 1.   | S.S. Durantina, Urbania               | 41 | 30 | 14 | 13 | 3  | 36 | 16 | +20 |
|  | 2.   | S.S. Audax Calcio Piobbico, Piobbico  | 36 | 30 | 12 | 12 | 6  | 27 | 18 | +9  |
|  | 3.   | S.S. Real Montecchio, Montecchio      | 35 | 30 | 10 | 15 | 5  | 25 | 21 | +4  |
|  | 4.   | S.S. Collemar, Collemarino di Ancona  | 33 | 30 | 12 | 9  | 9  | 30 | 24 | +6  |
|  | 5.   | Aurora Calcio Latini Jesi, Jesi       | 33 | 30 | 12 | 9  | 9  | 30 | 21 | +9  |
|  | 6.   | Pol. Cagliese, Cagli                  | 31 | 30 | 8  | 15 | 7  | 25 | 21 | +4  |
|  | 7.   | Pol. Lunano, Lunano                   | 31 | 30 | 11 | 9  | 10 | 36 | 37 | -1  |
|  | 8.   | U.S. Fermignanese, Fermignano         | 31 | 30 | 9  | 13 | 8  | 20 | 21 | -1  |
|  | 9.   | G.S. Castelfidardo, Castelfidardo     | 30 | 30 | 9  | 12 | 9  | 21 | 24 | -3  |
|  | 10.  | A.S. Biagio Nazzaro, Chiaravalle      | 28 | 30 | 7  | 14 | 9  | 30 | 30 | 0   |
|  | 11.  | S.S. Cerreto, Cerreto d'Esi           | 28 | 30 | 8  | 12 | 10 | 23 | 30 | -7  |
|  | 12.  | U.S. Pergolese, Pergola               | 27 | 30 | 7  | 13 | 10 | 23 | 30 | -7  |
|  | 13.  | U.S. Fortitudo Fabriano, Fabriano     | 26 | 30 | 7  | 12 | 11 | 20 | 26 | -6  |
|  | 14.  | A.C. Olimpico Candelara, Pesaro       | 26 | 30 | 8  | 10 | 12 | 21 | 27 | -6  |
|  | 15.  | Pol. Mondolfese Sez. Calcio, Mondolfo | 26 | 30 | 7  | 12 | 11 | 23 | 26 | -3  |
|  | 16.  | Pol. Forsempronese, Fossombrone       | 18 | 30 | 3  | 12 | 15 | 14 | 32 | -18 |

- Durantina promossa al Campionato Interregionale 1988-1989
- Olimpico Candelara, Mondolfese e Forsempronese retrocedono in Prima Categoria 1988-1989.

## Girone B

### Classifica finale
|  | Pos. | Squadra                                | Pt | G  | V  | N  | P  | GF | GS | DR  |
|  | ---- | -------------------------------------- | -- | -- | -- | -- | -- | -- | -- | --- |
|  | 1.   | U.S. Sangiorgese, Porto San Giorgio    | 39 | 30 | 14 | 11 | 5  | 36 | 24 | +12 |
|  | 2.   | S.S. Settempeda, San Severino Marche   | 37 | 30 | 11 | 15 | 4  | 28 | 14 | +14 |
|  | 3.   | U.S. Recanatese, Recanati              | 36 | 30 | 13 | 10 | 7  | 40 | 20 | +20 |
|  | 4.   | U.S. Morrovalle, Morrovalle            | 36 | 30 | 11 | 14 | 5  | 34 | 24 | +10 |
|  | 5.   | S.P. Grottammare, Grottammare          | 35 | 30 | 11 | 13 | 6  | 32 | 26 | +6  |
|  | 6.   | Pol. Camerino, Camerino                | 35 | 30 | 11 | 13 | 6  | 34 | 22 | +12 |
|  | 7.   | U.S. Trodica, Morrovalle Scalo         | 32 | 30 | 11 | 10 | 9  | 29 | 24 | +5  |
|  | 8.   | S.S. Potenza Picena, Potenza Picena    | 28 | 30 | 7  | 14 | 9  | 19 | 31 | -12 |
|  | 9.   | A.C. Sangiustese, Monte San Giusto     | 28 | 30 | 9  | 10 | 11 | 27 | 29 | -2  |
|  | 10.  | Pol. Grottese, Grottazzolina           | 28 | 30 | 7  | 14 | 9  | 25 | 23 | +2  |
|  | 11.  | S.S.C. Porto d'Ascoli, Porto d'Asocli  | 27 | 30 | 9  | 9  | 12 | 24 | 35 | -11 |
|  | 12.  | U.S. Filottranese, Filottrano          | 26 | 30 | 8  | 10 | 12 | 31 | 38 | -7  |
|  | 13.  | Pol. E.Niccolai Corridonia, Corridonia | 26 | 30 | 9  | 8  | 13 | 28 | 33 | -5  |
|  | 14.  | U.S. Appignanese, Appignano            | 26 | 30 | 3  | 20 | 7  | 24 | 31 | -7  |
|  | 15.  | U.S. Comunanza, Comunanza              | 21 | 30 | 7  | 7  | 16 | 22 | 36 | -14 |
|  | 16.  | A.S. Elettrocarbonium, Ascoli Piceno   | 20 | 30 | 4  | 12 | 14 | 27 | 50 | -23 |

- Sangiorgese promossa al Campionato Interregionale 1988-1989
- Appignanese, Comunanza e Elettrocarbonium retrocedono in Prima Categoria 1988-1989.